# Антена (фільм, 2007)
«Антена» (ісп. La Antena) — чорно-білий аргентинський фільм 2007 року, сценаристом і режисером якого виступив Естебан Сапір. Ролі виконують Алехандро Урдапільєта, Рафаель Ферро, Флоренсія Раґґі та інші.
«Антена» стилізована під німі фільми 1920-30 років з кіноцитатами з Фріца Ланга, Фрідріха Мурнау і класики радянського кіноавангарду, а також впізнаваними візуальними символами (гермошолома космонавта з написом СРСР, що протиставлені щитами у формі свастики і зірки Давида).

## Сюжет
В антиутопічному антуражі сюрреалістичного безіменного міста «в рік ХХ» живуть люди, які втратили своїх голоси — їх викрав тоталітарний правитель міста, Містер ТБ, підживлюючи свою абсолютну владу. Життя мешканців міста одноманітне і порожнє, вони днями безперервно дивляться телевізор, їдять одну і ту саму їжу. Однак вони все ще можуть спілкуватися, читаючи по губах, і Містер ТБ вирішує вкрасти ще й слова, викравши співачку Голос — єдину в місті, хто зберіг здатність говорити (але позбавлену обличчя) — і її сина Томаса (також наділеного голосом, хоча це й приховують).

## В ролях
| Актор                 | Роль           |
| --------------------- | -------------- |
| Алехандро Урдапільєта | Містер ТБ      |
| Валерія Бертучеллі    | син Містера ТБ |
| Рафаель Ферро         | винахідник     |
| Флоренсія Раґґі       | Голос          |
| Хуліета Кардіналі     | медсестра      |
| Соль Морено           | Ана            |
| Рікардо Меркін        | Дід            |
| Карлос Пінейро        | Доктор Y       |
| Рауль Хохман          | Людина-Пацюк   |
| Джонатан Шандор       | Томас          |
| Густаво Пасторіні     |                |

## Прем'єра
Прем'єра фільму відбулася на Роттердамському кінофестивалі 24 січня 2007 року. Це був перший випадок за 36 років, що один і той самий фільм було обрано і для офіційного конкурсу, і для відкриття цього кінофестивалю.

## Нагороди
- Нагорода газети «Clarín»: найкращий режисер (Естебан Сапір); найкраща оригінальна музика (Лео Суятович); 2007.
- Нагорода Асоціації кінокритиків Аргентини: найкращий режисер (Естебан Сапір); найкращий монтаж (Пабло Барб'єрі Каррера); найкращий звук (Хосе Луїс Діас); 2008.
- Міжнародний кінофестиваль «Ніч жахів»: найкращий фільм іноземною мовою; 2008.
- Кінофестиваль Фант-Азія: третє місце; 2008.